# Grande Prêmio de Miami (IndyCar)
O Grande Prêmio de Miami (em inglês: Grand Prix of Miami) é disputado na cidade de Miami e foi disputado pela primeira vez em 1985, na então CART (posterior Champ Car) nas ruas da cidade, no Tamiami Park até 1988. O GP de Miami só voltou a ser disputado em 1995 nas ruas do Bicentennial Park, e no ano seguinte passou para o Homestead-Miami Speedway, onde foi disputado até 2010. Em 2001, a prova passou para IRL, mas teve duas edições na Champ Car, em 2002 e 2003 nas ruas de Downtown.
Em 2018, uma proposta para reviver o Grande Prêmio de Miami como uma etapa do Campeonato Mundial de Fórmula 1 foi submetida à cidade de Miami, com 2019 sendo proposto como a primeira data para a realização da corrida. Após a negativa do conselho municipal para uma corrida em 2019 ou 2020, uma proposta foi apresentada para uma corrida em 2021. No entanto, a pista mudou de localização do centro da cidade para a área próxima ao Hard Rock Stadium, casa do Miami Dolphins na NFL. A corrida não foi adicionada ao calendário de 2021, pois a Fórmula 1 optou por uma corrida em um circuito de rua em Gidá, em vez da corrida de Miami. Nada havia sido mencionado sobre a corrida por um tempo, no entanto, em abril de 2021, o Miami Herald relatou que a corrida recebeu a aprovação do novo prefeito da cidade de Miami Gardens, Rodney Harris, que disse que a corrida de Miami parecia cada vez mais provável de entrar no calendário da Fórmula 1 de 2022. Em 14 de abril, o Conselho de Miami Gardens aprovou o memorando de acordo entre a cidade, o Miami Dolphins e a Fórmula 1 para a realização do Grande Prêmio. Com o anúncio oficial confirmando o Grande Prêmio de Miami como etapa da Fórmula 1 a partir da temporada de 2022 ocorrendo no dia 18 de abril. Os organizadores assinaram um contrato com a Fórmula 1 para a realização do evento pelos próximos dez anos.

## Vencedores

### CART/Champ Car
| Ano   | Data           | Vencedor           | Chassis | Motor         | Pista                    |
| ----- | -------------- | ------------------ | ------- | ------------- | ------------------------ |
| 1985  | 10 de Novembro | Danny Sullivan     | March   | Cosworth      | Tamiami Park             |
| 1986  | 9 de Novembro  | Danny Sullivan     | Lola    | Cosworth      | Tamiami Park             |
| 19871 | 31 de Outubro  | Bobby Rahal        | Lola    | Cosworth      | Tamiami Park             |
| 1987  | 1º de Novembro | Michael Andretti   | March   | Cosworth      | Tamiami Park             |
| 19881 | 5 de Novembro  | Michael Andretti   | Lola    | Cosworth      | Tamiami Park             |
| 1988  | 6 de Novembro  | Al Unser, Jr.      | March   | Chevrolet     | Tamiami Park             |
| 1995  | 5 de Março     | Jacques Villeneuve | Reynard | Ford-Cosworth | Bicentennial Park        |
| 1996  | 3 de Março     | Jimmy Vasser       | Reynard | Honda         | Homestead-Miami Speedway |
| 1997  | 2 de Março     | Michael Andretti   | Swift   | Ford-Cosworth | Homestead-Miami Speedway |
| 1998  | 15 de Março    | Michael Andretti   | Swift   | Ford-Cosworth | Homestead-Miami Speedway |
| 1999  | 21 de Março    | Greg Moore         | Reynard | Mercedes      | Homestead-Miami Speedway |
| 2000  | 26 de Março    | Max Papis          | Reynard | Ford-Cosworth | Homestead-Miami Speedway |
| 2002  | 6 de Outubro   | Cristiano da Matta | Lola    | Toyota        | Downtown street          |
| 2003  | 28 de Setembro | Mario Dominguez    | Lola    | Ford-Cosworth | Downtown street          |

- 1- Evento não valendo para pontução da competição.

### Indy Racing League
| Ano  | Data            | Vencedor         | Chassis | Motor      | Pista                    | Detalhes |
| ---- | --------------- | ---------------- | ------- | ---------- | ------------------------ | -------- |
| 2001 | 8 de Abril      | Sam Hornish Jr.  | Dallara | Oldsmobile | Homestead-Miami Speedway |          |
| 2002 | 2 de Março      | Sam Hornish Jr.  | Dallara | Chevrolet  | Homestead-Miami Speedway |          |
| 2003 | 2 de Março      | Scott Dixon      | G-Force | Toyota     | Homestead-Miami Speedway |          |
| 2004 | 29 de Fevereiro | Sam Hornish Jr.  | Dallara | Toyota     | Homestead-Miami Speedway |          |
| 2005 | 6 de Março      | Dan Wheldon      | Dallara | Honda      | Homestead-Miami Speedway |          |
| 2006 | 26 de Março     | Dan Wheldon      | Dallara | Honda      | Homestead-Miami Speedway |          |
| 2007 | 24 de Março     | Dan Wheldon      | Dallara | Honda      | Homestead-Miami Speedway |          |
| 2008 | 29 de Março     | Scott Dixon      | Dallara | Honda      | Homestead-Miami Speedway | Detalhes |
| 2009 | 10 de outubro   | Dario Franchitti | Dallara | Honda      | Homestead-Miami Speedway | Detalhes |
| 2010 | 2 de outubro    | Scott Dixon      | Dallara | Honda      | Homestead-Miami Speedway | Detalhes |

## Outros nomes

### CART/Champ Car
- Beatrice Indy Challenge (1985)
- Miami Indy Challenge (1986)
- Nissan Indy Challenge (1987-1988)
- Marlboro Grand Prix of Miami Presented by Toyota (1995-2000)
- Grand Prix Americas (2002)
- Grand Prix Americas presented by sportsbook.com (2003)

### IRL
- Infiniti Grand Prix of Miami presented by 123.com Americatel (2001)
- 20th Anniversary Miami Grand Prix (2002)
- Toyota Indy 300 (2003-2005)
- Toyota Indy 300 Presented by XM Satellite Radio (2006)
- XM Satellite Radio Indy 300 (2007)
- GAINSCO Auto Insurance Indy 300 (2008)
- Firestone Indy 300 (2009)
- Cafés do Brasil Indy 300 (2010)